# Сан-Роберто
Сан-Роберто (італ. San Roberto, сиц. San Rubertu) — муніципалітет в Італії, у регіоні Калабрія,  метрополійне місто Реджо-Калабрія‎.
Сан-Роберто розташований на відстані близько 500 км на південний схід від Рима, 110 км на південний захід від Катандзаро, 12 км на північний схід від Реджо-Калабрії.
Населення — 1774 особи (2014).
Щорічний фестиваль відбувається першого понеділка серпня. Покровитель — святий Юрій.

## Демографія
Населення за роками:

Станом на 1 січня 2023 року в муніципалітеті офіційно проживало 60 іноземців з 17 країн, серед них 27 громадян країн Євросоюзу та 3 громадяни України.

## Сусідні муніципалітети
- Каланна
- Фьюмара
- Лаганаді
- Санто-Стефано-ін-Аспромонте
- Шилла